# 模拟时光
模拟时光（即模拟人生社区版，The Sims Social）是電子遊戲模擬市民系列的社区版（Facebook和腾讯开放平台版），在2011年的EA發佈會宣佈。跟原本的版本一樣，模擬市民社区版可以讓玩家創作獨一無異的角色。在這個版本，玩家可以跟Facebook朋友的角色互動。玩家能跟他們發展友好或憎恨的關係，或是發展愛情。很多The Sims Online的前玩家都估計模擬市民社区版是它的繼承作品。
2013年4月15日美国艺电宣布将停止模拟时光及SimCity Social、Pet Society两款游戏将于2013年6月14日停止运营。同年5月30日，腾讯QQ空间模拟时光下线；6月14日，模拟时光于Facebook下线。

## 外部連結
- 卫报新闻报道 （页面存档备份，存于）
- CNET評論